# NGC 2063
NGC 2063 est un groupe d'étoiles située dans la constellation d'Orion. 
L'astronome germano-britannique William Herschel a enregistré la position de ce groupe d'étoiles le 26 décembre 1783. Ce groupe d'étoiles occupe une région d'environ 9′.